# Oči plavog psa
Oči plavog psa (šp. Ojos de perro azul) je knjiga kolumbijskog nobelovca, Gabrijela Garsije Markesa, objavljena 1974 godine. Ova zbirka donosi 11 autorovih priča napisanih od 1947. do 1955. godine, prvobitno objavljene u listu El Espectador u Bogoti. 

## Kritički osvrt
Mnogo godina kasnije, sam Markes je napisao da su mu njegove prve priče bile jedan vid traženja stvarnosti sred nestvarnosti. Sa svoje strane, književni kritičari su u ovim ranim pričama prepoznali uticaje Kafke, Virdžinije Vulf, nadrealizma, itd. U ovim pričama, Markes rasteruje sopstveni strah od pisanja tako što u njih ugurava ceo repertoar kliničke patologije, s neizostavnim pomenom smrti, grobova, umiranja, crvotočnih očiju, uz neretko gomilanje prenapregnutih i nesvarenih prideva i poređenja. Ipak, autor posvećeno ispituje sva raspoložliva sredstva, uključijuć i interpunkciju.
1. ↑  Silvija Monros-Stojaković, „Tako se kalila mašta - Umesto pogovora“, во: Gabrijel Garsija Markes, Oči plavog psa. Beograd: Sezam Book, 2015, стр. 120.
2. ↑  Silvija Monros-Stojaković, „Tako se kalila mašta - Umesto pogovora“, во: Gabrijel Garsija Markes, Oči plavog psa. Beograd: Sezam Book, 2015, стр. 121.